# Krokialaukis
Krokialaukis is een plaats in het Litouwse district Alytus. De plaats telt 239 inwoners (2001).